# Theodor Meyer
Theodor Traugott Meyer (ur. 6 listopada 1904 w Monachium, zm. 22 października 1948 w Gdańsku) – zbrodniarz hitlerowski, kierownik obozów koncentracyjnych Ravensbrück i Stutthof oraz SS-Hauptsturmführer.

## Życiorys
Z zawodu był elektromonterem. Od 1931 należał do NSDAP (nr legitymacji partyjnej 771323) i SS (nr identyfikacyjny 340735). Służbę w obozach koncentracyjnych rozpoczął w kwietniu 1938 w Dachau. W styczniu 1941 Meyer został kierownikiem obozu (Schutzhaftlagerführer) w Ravensbrück, natomiast od 30 maja 1942 do 4 kwietnia 1945 był kierownikiem obozu i adiutantem komendanta (I. Schutzhaftlagerführer) Paula Wernera Hoppe w Stutthofie. Czasowo był również oddelegowany do służby w Majdanku. Po częściowej ewakuacji obozu w Stutthofie był od stycznia 1945 zastępcą Hoppego jako komendanta obozu Wöbbelin, będącego podobozem Neuengamme (KL).
Pod koniec wojny został schwytany przez Brytyjczyków, wraz z jego żoną oraz dwójką dzieci i wydany Polsce. W drugim procesie załogi obozu przed polskim Sądem Okręgowym w Gdańsku Meyer skazany został za swoje zbrodnie na karę śmierci. Wyrok wykonano przez powieszenie 22 października 1948. Jego żona wraz z dwójką nastoletnich dzieci rozpoczęła na nowo życie w Gdańsku.